# Emeline Kaddour
Emeline Kaddour (4 de abril de 1993) es una deportista neocaledonia que compite en judo. Ganó dos medallas en el Campeonato de Oceanía de Judo en los años 2016 y 2018.

## Palmarés internacional
| Campeonato de Oceanía | Campeonato de Oceanía | Campeonato de Oceanía | Campeonato de Oceanía |
| Año                   | Lugar                 | Medalla               | Categoría             |
| --------------------- | --------------------- | --------------------- | --------------------- |
| 2016                  | Canberra (Australia)  | Medalla de plata      | –57 kg                |
| 2018                  | Numea (Francia)       | Medalla de bronce     | –63 kg                |